# Rhinopithecus avunculus
O macaco-de-nariz-arrebitado-de-tonkin (Rhinopithecus avunculus), também conhecido como macaco-de-dollman é uma das 5 espécies de Rhinopithecus. É endémico do Vietname.

## Estado de conservação
Avistamentos destes macacos tornaram-se tão raros, de tal maneira que até a década de 1990 foi considerado como extinto. Em 2008, pensava-se que existia cerca de menos 250 indivíduos, sendo lista na publicação da Conservação Internacional, "Os 25 primatas mais ameaçados do mundo".